# جیل فلینت
جیل فلینت (انگلیسی: Jill Flint؛ زادهٔ ۲۵ نوامبر ۱۹۷۷) یک هنرپیشه اهل ایالات متحده آمریکا است. وی از سال ۲۰۰۴ میلادی تاکنون مشغول فعالیت بوده است.
او در فیلم در برادوی بازی کرده است.